# Joanna Portugalska
Joanna Portugalska (ur. 6 lutego 1452 w Lizbonie; zm. 12 maja 1490 w Aveiro) – portugalska królewna, dominikanka, Błogosławiona Kościoła katolickiego.

## Życiorys
Joanna Portugalska urodziła się 6 lutego 1452 roku, a jej rodzicami byli Izabella z Coimbry i król Alfons V. Wkrótce jej matka zmarła, tuż po narodzinach jej brata. Wówczas Joanną zaopiekowała się ciotka Filipa z Coimbry i księżna Brites de Meneses. Mając 23 lata w 1475 roku wstąpiła do zgromadzenia dominikańskiego, a w 1485 roku otrzymała habit, a także złożyła śluby zakonne. Zmarła 12 maja 1490 roku w opinii świętości. Przy jej grobie doszło do wielu uzdrowień.
Beatyfikował ją papież Innocenty XII w 1693 roku.

## Patronat
Patronka Światowych Dni Młodzieży 2023.